# Love Message
Love Message was een Duits Eurodance project van liefdadigheid in 1996.
Het project kwam tot stand met medewerking van (toentertijd) grote artiesten als DJ Bobo, E-Rotic, Fun Factory, Masterboy, Mr. President, Scooter, U96 en Worlds Apart. Ze brachten gezamenlijk een single uit genaamd  'Love Message' , wat een bescheiden hit werd in Nederland. Het kwam niet verder dan de Tipparade waar het 4 weken in verbleef, met als hoogst behaalde positie de 18de plaats. Ook is er een compilatie uitgebracht onder de naam Love Message, waarin elke artiest een bijdrage heeft geleverd door een van hun grotere hits erop te plaatsen, ook voor het goede doel. In Duitsland is het wel een grote hit geweest, vooral ook omdat de artiesten in Duitsland zelf goed werden ontvangen.
DJ Bobo, E-Rotic, Mr. President, Scooter en U96 hebben behalve deze single nog meer (en grotere) hits gehad in Nederland.

## Tracklist single
1. Love Message - Love Message (Radio Edit) (3:47)
2. Love Message - Love Message (United Maxi Mix) (6:06)
3. Love Message - Love Message (Dub Mix) (6:05)

## Tracklist compilatie
1. Love Message - Love Message
2. Masterboy - Land Of Dreaming (Radio Edit)
3. Fun Factory - Doh Wah Diddy (Dee Dee Radio)
4. Mr. President - Gonna Get Along (Without Ya Now) (Radio Edit)
5. Scooter - Back In The UK (Radio Version)
6. DJ Bobo - Freedom (Radio Version)
7. Sir Prize - Love Is The Answer (Radio Edit)
8. Worlds Apart - Baby Come Back (Radio Edit)
9. Housemaid feat. Kim - Fish (Radio Mix)
10. U96 - Love Religion (Video Edit)
11. E-Rotic - Willy Use A Billy... Boy (Radio Edit)
12. LOC feat. O. Christopher Taylor - Each Generation (Radio Edit)
13. Mad feat. Jennifer Romero - Think Of You (Radio Edit)
14. Bangman - Bang Bang (Broadcast Mix)
15. Affinity 3 - Late Night Letter (Radio Mix)